# Argelia en los Juegos Olímpicos de Seúl 1988
Argelia estuvo representada en los Juegos Olímpicos de Seúl 1988 por un total de 42 deportistas, 40 hombres y 2 mujeres, que compitieron en 7 deportes.
El portador de la bandera en la ceremonia de apertura fue el atleta Nuredin Tadyin. El equipo olímpico argelino no obtuvo ninguna medalla en estos Juegos.